# Gastrosaccus
Gastrosaccus (лат.) — род ракообразных семейства Mysidae из отряда Мизиды. 

## Описание
Представители рода отличаются от других мизид следующими признаками: второй плеопод самца с многосегментным экзоподом и эндоподом; 3-й плеопод самца со стилевидным экзоподом, оканчивающимся двумя простыми щетинками; эндоподит многосегментный, без изогнутых шипов на конце. Плеоподы  самок: 1-я пара двуветвистые, 2-5-я пары однорукие. Самка с 2 парами остегитов; обе ветви уропод нераздельны; внешний край экзоподита с 1, 2 или многочисленными шипами, без щетинок. Эндоподы 3–8-го переопод с карпопроподусом разделены на несколько или множество подсуставов. У самцов 3-й плеопод развит и модифицирован. Тельсон с апикальной расщелиной. Первый переопод (ходильная нога) имеет хорошо развитый экзопод (внешняя ветвь), карпопроподы эндопода (внутренняя ветвь) с 3-й по 8-ю ветвь переопод делится на подсегменты, и на эндоподе уропод (задних придатках) есть статоцисты.

## Классификация
Род Gastrosaccus был впервые выделен в 1868 году и включает прибрежные, литоральные и океанические виды с длиной тела от 5 до 21 мм.
- Gastrosaccus australis W. Tattersall, 1923
- Gastrosaccus bispinosus Wooldridge, 1978
- Gastrosaccus brevifissura O. Tattersall, 1952
- Gastrosaccus daviei Bacescu & Udrescu, 1982
- Gastrosaccus dunckeri Zimmer, 1915
- Gastrosaccus gordonae O. Tattersall, 1952
- Gastrosaccus kempi W. Tattersall, 1922
- Gastrosaccus lombokiensis Hanamura, Mantiri & Ohtsuka, 2014[8]
- Gastrosaccus longifissura Wooldridge, 1978
- Gastrosaccus madagascariensis Wooldridge, Mees & Webb, 1997[9]
- Gastrosaccus mediterraneus Bacescu, 1970
- Gastrosaccus mozambicus Wooldridge & Mees, 2003[10]
- Gastrosaccus msangii Bacescu, 1975
- Gastrosaccus namibensis Wooldridge & McLachlan, 1987
- Gastrosaccus olivae Bacescu, 1970[11]
- Gastrosaccus psammodytes O. Tattersall, 1958
- Gastrosaccus roscoffensis Bacescu, 1970
- Gastrosaccus sanctus (Van Beneden, 1861)
- Gastrosaccus sarae Panampunnayil, 1999[12]
- Gastrosaccus sorrentoensis Wooldridge & McLachlan, 1986
- Gastrosaccus spinifer (Goës, 1864)
- Gastrosaccus trilobatus Murano & McLachlan, 1998[13]
- Gastrosaccus widhalmi (Czerniavsky, 1887)
- Gastrosaccus wittmanni Deprez, Wooldridge & Mees, 2000[14]
- Gastrosaccus yuyu Bamber & Morton, 2012[15]